# Nosodomodes tauricus
Nosodomodes tauricus là một loài bọ cánh cứng trong họ Zopheridae. Loài này được Germar miêu tả khoa học năm 1831.